# Ignacy Maria Dubowski
Ignacy Maria Dubowski (Vilnius, 12 aprile 1874 – Roma, 10 marzo 1953) è stato un arcivescovo cattolico polacco.

## Biografia
Studiò a Roma teologia dogmatica presso l'Angelicum e diritto canonico alla Pontificia Università Gregoriana, dove ottenne il dottorato. Fu ordinato prete nel 1899.
Fu segretario di Apolinary Wnukowski, arcivescovo di Mahilëŭ residente a San Pietroburgo, e fu canonico del capitolo metropolitano di Mahilëŭ; fu parroco della cattedrale di Žytomyr.
Nel 1916 fu eletto vescovo di Luc'k e Žytomyr.
Sotto il suo episcopato scoppiò la rivoluzione bolscevica.
Approvò la congregazione delle suore missionarie benedettine e sostenne la fondazione delle Suore della Santissima Anima di Nostro Signore Gesù Cristo. Nel 1921 fondò a Dubno la congregazione laicale dei Fratelli missionari delle terre di confine del Terz'ordine di San Francesco, detti poi Fratelli missionari francescani del Sacro Cuore.
Fu trasferito alla sede titolare di Filippopoli, con il titolo di arcivescovo, nel 1925.
Su invito di papa Pio XI si stabilì a Roma, dove fu membro della Pontificia commissione per la Russia. Su incarico del papa, visitò le comunità cattoliche polacche negli Stati Uniti d'America, in Canada e in Italia.
Morì nel 1953. È sepolto nel cimitero del Verano.

## Genealogia episcopale
La genealogia episcopale è:
- Cardinale Scipione Rebiba
- Cardinale Giulio Antonio Santori
- Cardinale Girolamo Bernerio, O.P.
- Vescovo Claudio Rangoni
- Arcivescovo Wawrzyniec Gembicki
- Arcivescovo Jan Wężyk
- Vescovo Piotr Gembicki
- Vescovo Jan Gembicki
- Vescovo Bonawentura Madaliński
- Vescovo Jan Małachowski
- Arcivescovo Stanisław Szembek
- Vescovo Felicjan Konstanty Szaniawski
- Vescovo Andrzej Stanisław Załuski
- Arcivescovo Adam Ignacy Komorowski
- Arcivescovo Władysław Aleksander Łubieński
- Vescovo Andrzej Stanisław Młodziejowski
- Arcivescovo Kasper Kazimierz Cieciszowski
- Vescovo Franciszek Borgiasz Mackiewicz
- Vescovo Michał Piwnicki
- Arcivescovo Ignacy Ludwik Pawłowski
- Arcivescovo Kazimierz Roch Dmochowski
- Arcivescovo Wacław Żyliński
- Vescovo Aleksander Kazimierz Bereśniewicz
- Arcivescovo Szymon Marcin Kozłowski
- Vescovo Mečislovas Leonardas Paliulionis
- Vescovo Antoni Karaś
- Arcivescovo Ignacy Maria Dubowski